# Evento midiático
Um evento midiático (português brasileiro) ou evento mediático (português europeu) é um acontecimento espontâneo ou planejado que atrai a atenção dos meios de comunicação, particularmente jornais, telejornais e jornais na internet.

## Pseudoeventos
Também conhecido como “pseudoevento", termo apresentado pelo teórico Daniel Boorstin no livro “The Image: A Guide to Pseudo-events in America”, de tradução livre: “A Imagem: Um Guia Sobre Pseudoeventos na América”, justamente pela ideia da criação e planejamento desses eventos. Boorstin afirma que esses eventos só existem com o objetivo de alcançar a visibilidade nos meios de comunicação de massa. Por isso, há uma relação de dependência dos pseudoeventos para com a mídia, já que não se pode dissociá-los desta.
Para o autor, esse fenômeno, no entanto, não pretende mudar concepções e ideais, algo criticado por ele e visto com uma perspectiva negativa.

## Evento de mídia e espetáculo
O evento de mídia e o espetáculo estão estritamente relacionados. O espetáculo é o poder que alguns eventos possuem de proporcionar visibilidade, ou seja, é uma ação estrategicamente pensada e planejada objetivando a audiência em meios de comunicação de massa. Já o evento de mídia é justamente o evento que demonstra o poder das ações espetaculares.

## Bombas-mentais
A bomba-mental é um conceito formulado por Robert Hunter, primeiro presidente e um dos fundadores do Greenpeace, e consiste no impacto que algumas imagens podem causar nas pessoas. O ativista acreditava que uma imagem chocante causava maior e mais impacto do que um panfleto com informações, por exemplo.
Diferentemente dos pseudoeventos, as bombas-mentais têm a pretensão de mudar concepções vigentes. Por conta disso, pode apresentar uma perspectiva positiva desses fenômenos.

## Controvérsia
O professor Ciro Marcondes Filho disse que desastres (citando como exemplos o Massacre de Orlando e o Ataques de 11 de setembro de 2001) são planejados para serem eventos midiáticos por seguirem padrões: